# St. Laurentius (Saaleck)

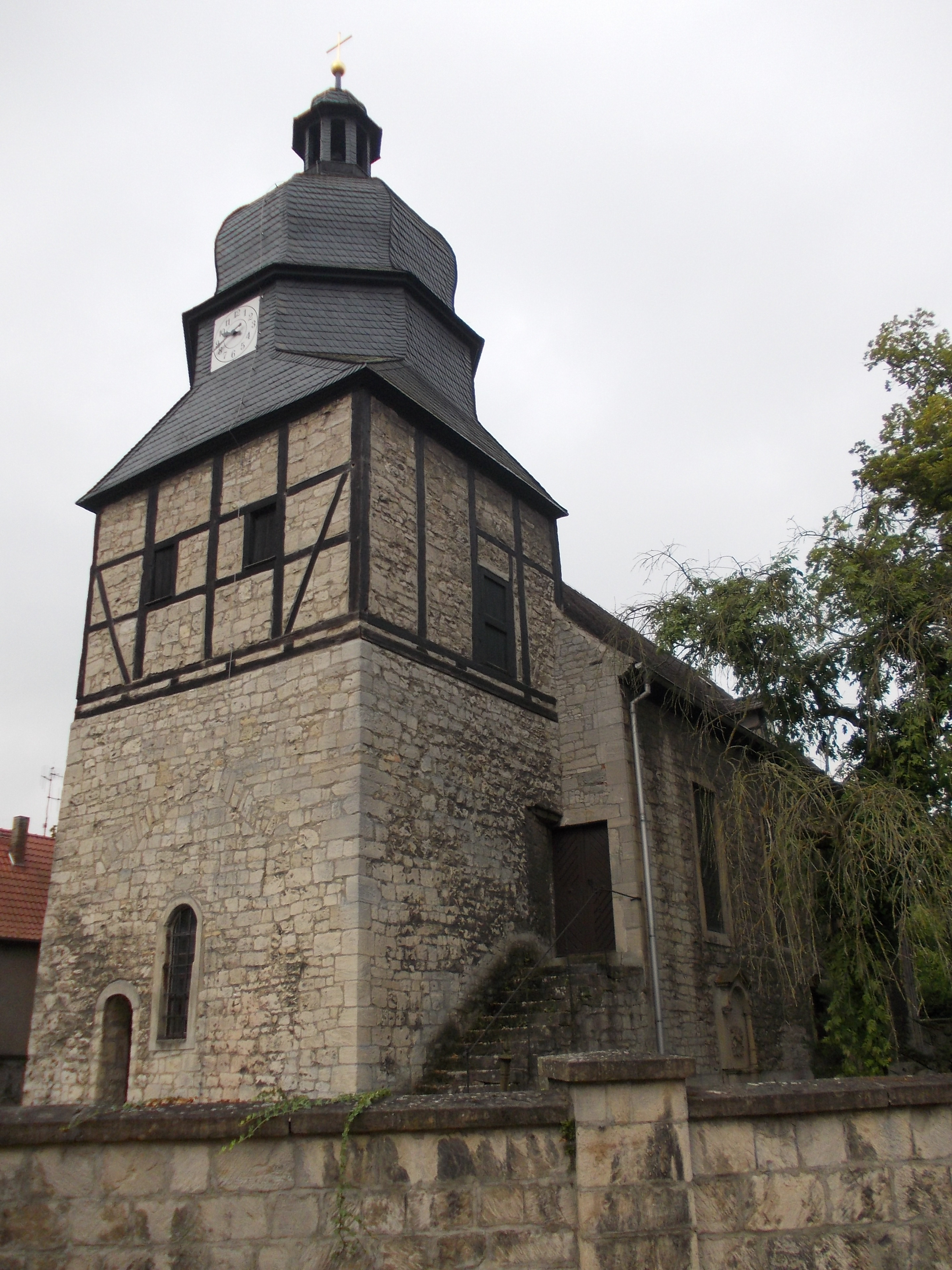
St. Laurentius in Saaleck

Die evangelische Kirche  St. Laurentius befindet sich in Saaleck, einem Ortsteil von Bad Kösen, einem Stadtteil der Stadt Naumburg (Saale) im Burgenlandkreis in Sachsen-Anhalt. Sie steht unter Denkmalschutz und ist mit der Erfassungsnummer 094 95554 im Denkmalverzeichnis des Landes registriert.

## Beschreibung

### Gebäude
Die Kirche auf dem mauerumschlossenen Kirchhof des Ortes ist eine ursprünglich romanische Chorturmkirche mit eingezogener halbkreisförmiger Apsis. 
Nach einer Bauinschrift über der Nordtür wurde der Turm im Jahr 1656 an der Südostecke des Schiffs hinzugefügt. Er besitzt ein Fachwerkobergeschoss und darüber eine verschieferte Schweifhaube. Im Turmerdgeschoss befindet sich die Sakristei mit den Resten einer dekorativen Malerei aus nachreformatorischer Zeit und einer Schiffskehlendecke. 
Im Jahr 1710 erfolgte eine Renovierung sowie eine Verlängerung des Bauwerks. Die Nordwand der Kirche wurde 1791 bei Instandsetzungsarbeiten neu errichtet. Eine Gesamtinstandsetzung erfolgte im Jahr 1894. Vom ursprünglichen Bau sind ein Fenster in der Südwand des Chorturms sowie der Bogen in der Apsis erhalten geblieben; sie stammen vermutlich aus dem 12. Jahrhundert. Der Ansatz der Südwand wird ebenfalls in diese Zeit datiert.

### Innenraum und Ausstattung
Die Gestaltung und Ausstattung des Inneren der Kirche stammt aus dem Jahr 1791. Sie besitzt eine hölzerne Tonnendecke und eine doppelgeschossige Hufeisenempore. Der Herrschaftsstand ist ebenfalls zweigeschossig. Er ist im oberen Teil verglast und von außen zugänglich. Der Kanzelaltar wurde in den Jahren 1987 bis 1989 erneuert und besitzt eine Freifigur des auferstandenen Christi. Die Orgel der Kirche wurde von Georg Meißner im Jahr 1881 erbaut.

## Sonstiges
Die Bronzeglocke wurde von den Gebrüdern Ulrich im Jahr 1777 in Laucha/Apolda gegossen. Im Pfarrgarten befindet sich eine aus der Kirche stammende monolithe spätgotische Sakramentsnische.